# Francis Parker Shepard
Francis Parker Shepard (Brookline, Massachusetts, 10 de maio de 1897 — Califórnia 25 de abril de 1985) foi um geólogo marinho e sedimentologista norte-amerciano. É considerado o “pai da geologia marinha”.
Foi professor de geologia submarina na Scripps Institution of Oceanography.
Ficou conhecido pelos seus estudos sobre os relevos oceânicos e sobre as correntes oceânicas. Marcou o início da pesquisa na geologia marinha do Pacífico, e escreveu o primeiro livro texto sobre geologia submarina, o "Submarine Geology".
Por seus trabalhos recebeu a Medalha Wollaston pela Sociedade Geológica de Londres em 1966, e a Medalha Sorby pela "International Association of Sedimentologists" em 1978.
Em 1967, a "Society for Sedimentary Geology" criou a Medalha Francis P. Shepard em sua homenagem, pelo reconhecimento às contribuições no âmbito da "Excelência em Geologia Marinha".

## Obras
- "Submarine Geology" (Harper and Row, 1948)
- "The Earth Beneath the Sea" (Johns Hopkins Press, 1959)
- "Our Changing Coastlines" (McGraw-Hill, 1971)